# Here We à Go Go Again!
| Recensione | Giudizio |
| ---------- | -------- |
| AllMusic   |          |

Here We à Go Go Again! è secondo album (live) del cantante e chitarrista statunitense Johnny Rivers, pubblicato dall'Imperial Records nell'agosto del 1964.

## Tracce

### LP
(1964, Imperial Records, LP-9274/LP-12274)
Lato A
1. Maybellene – 2:12 (Chuck Berry, Russ Fratto, Alan Freed) – Registrato il 7 luglio 1964
2. Dang Me – 2:28 (Roger Miller) – Registrato nel luglio 1964
3. Josephine – 2:24 (Fats Domino, Dave Bartholomew) – Registrato il 7 luglio 1964
4. Hi-Heel Sneakers – 3:14 (Robert Higgenbotham) – Registrato il 23 luglio 1964
5. Can't Buy Me Love – 2:58 (John Lennon, Paul McCartney) – Registrato nel luglio 1964
6. I've Got a Woman – 6:16 (Ray Charles) – Registrato nel luglio 1964

Durata totale: 19:32
Lato B
1. Baby What You Want Me to Do – 5:46 (Jimmy Reed) – Registrato nel luglio 1964
2. Midnight Special – 2:24 (Tradizionale; arrangiamento e adattamento di Johnny Rivers) – Registrato il 7 luglio 1964
3. Roll Over Beethoven – 2:50 (Chuck Berry) – Registrato nel luglio 1964
4. Walk Myself on Home – 2:30 (Joe Osborn, Eddie Rubin) – Registrato il 7 luglio 1964
5. Johnny B. Goode – 2:50 (Chuck Berry) – Registrato nel luglio 1964
6. Whole Lotta Shakin' Goin' On – 3:04 (Dave "Curlee" Williams, Sunny David) – Registrato il 23 luglio 1964[3]

Durata totale: 19:24

## Formazione
- Johnny Rivers – chitarra, voce
- Joe Osborn – basso
- Eddie Rubin – batteria

### Produzione
- Lou Adler – produzione
- Registrazioni effettuate dal vivo nel luglio 1964 al The Whisky à Go Go di Los Angeles, California
- Wally Heider – ingegnere delle registrazioni (da remoto)
- "Lanky" Linstrot e "Bones" Howe – ingegneri delle registrazioni (da studio)
- Studio Five – foto e design copertina album originale[4]

## Classifica
Album
| Anno | Classifica    | Posizione raggiunta |
| ---- | ------------- | ------------------- |
| 1964 | Billboard 200 | 38                  |